# Ихкакиты
Ихкакиты — шейхитское рафидитское движение, последователи идей Ахмада аль-Ахсаи. Их название отличает их от др. группы шейхитов, так как в движении произошёл раскол после смерти их лидера Казима Решти на последователей шейха Кермани, прозванных «керманиты» и «каримханиты», и на последователей шейха Хаири, то есть известных как оскуиты (по имени шейха Оскуи), ихкакиты (по имени сына шейха Аскуи — шейха Ихкаки, автора книги «Ихкак аль-Хакк»), тебризиты, азербайджаниты. Ихкакитские марджа, описывая акыду свою и своего шейха Ихкаки, многократно утверждают, что она не противоречит акыде прочих рафидитов, хотя у Ихкаки, по его же словам, с аль-Ахсаи были расхождения.